# 波森-西普魯士邊區省
波森-西普魯士邊境省（德語：Grenzmark Posen-Westpreußen，波蘭語：Marchia Graniczna Poznańsko-Zachodniopruska）在1922年至1938年間是普魯士的一個省。波森-西普魯士於1922年成立，它建立在魏瑪共和國的普魯士自由邦內，由波森和西普魯士三個剩餘的不相鄰領土合併而成。在凡爾賽條約中，這兩個領土的大部分領土被波蘭第二共和國和但澤自由市奪走。從1934年起，波森-西普魯士實際上由勃蘭登堡管轄，直到1938年10月1日被納粹德國解散，其領土劃給了普魯士的波美拉尼亞、勃蘭登堡和西里西亞三省。波森-西普魯士邊區省的省会是施奈德穆爾（Schneidemühl，今皮拉）。今天該省所轄的區域完全屬於波蘭。